# Rivetage
 (novembre 2024).
Si vous disposez d'ouvrages ou d'articles de référence ou si vous connaissez des sites web de qualité traitant du thème abordé ici, merci de compléter l'article en donnant les références utiles à sa vérifiabilité et en les liant à la section « Notes et références ».

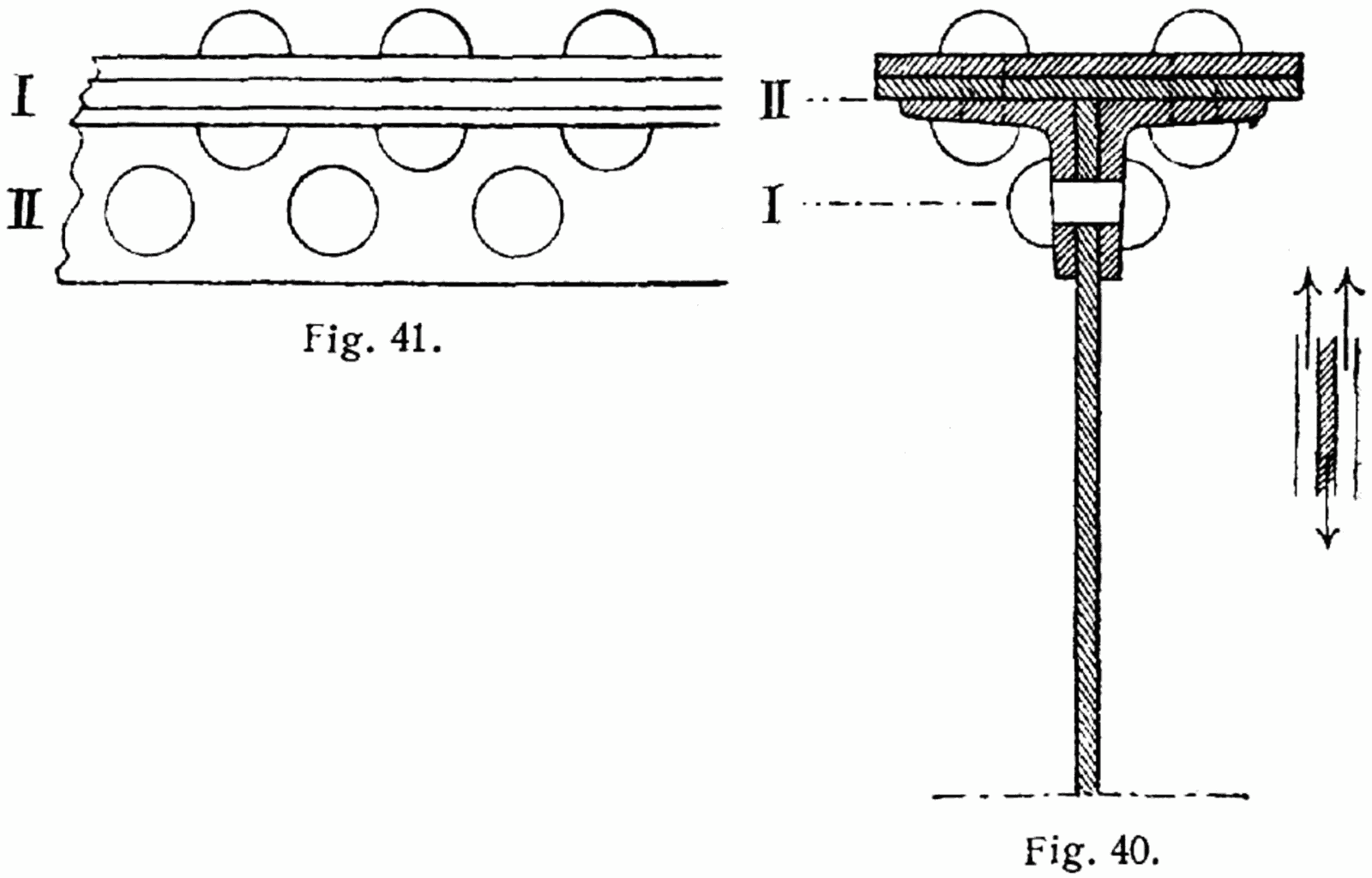
Assemblage par rivetage

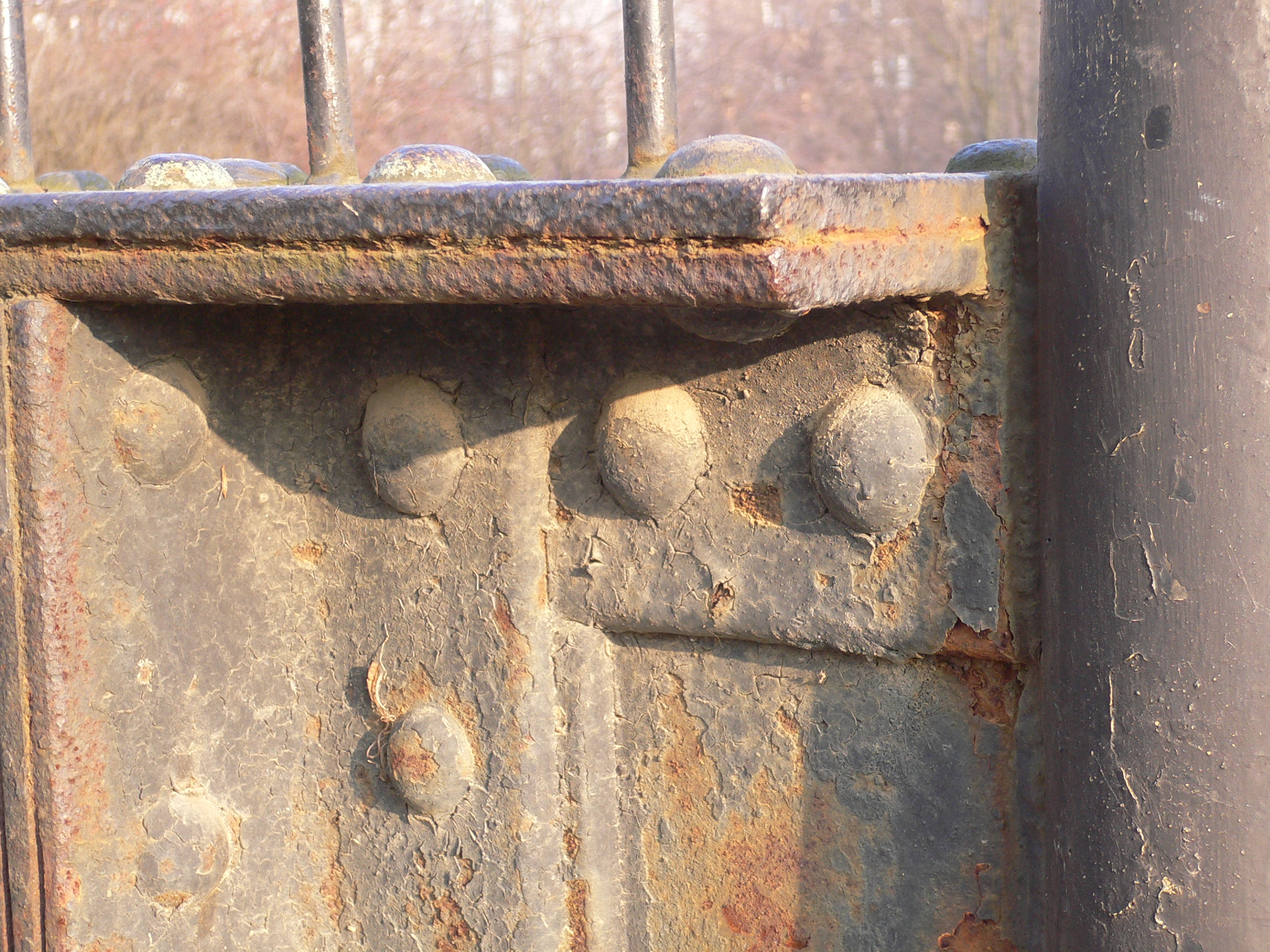
Rivetage sur construction métallique

Le rivetage est un assemblage de pièces à l'aide de rivets. C'est un assemblage définitif, c’est-à-dire non démontable sans destruction de l'attache. Quoiqu'il existe depuis peu[Quand ?] un type de rivet imprimant une liaison de type hélicoïdale, lors du montage, dans son logement, permettant ainsi un démontage et un remontage ultérieur sans destruction du rivet.
Un autre procédé beaucoup plus élaboré est le rivetage par fluage radial : ce système est de nos jours le plus fiable des assemblages rivetés.     

## Rivetage à chaud
Ce mode d'assemblage a connu une très large utilisation dans l'assemblage métallique au XIXe siècle avant l'apparition de la soudure oxy-acétylénique : employé en rivetage « à chaud », il permettait un assemblage très résistant et de faible encombrement. On le trouvait utilisé pour l'assemblage des chaudières, la construction en charpente métallique (bâtiments, ponts, ouvrages d'art, …), montage de grilles, portiques, rails. Il a longtemps été employé en construction navale car les tôles n'étaient pas déformées par la chaleur comme dans le cas du soudage.
La tour Eiffel a été assemblée avec 2 millions de rivets. Le navire Normandie a utilisé 11 millions de rivets.
À cette époque le travail était manuel et la pose d'un rivet demandait le travail de trois personnes  : le « chauffeur » qui chauffait le rivet et l'introduisait dans le trou, le « teneur de tas » qui maintenait le rivet avec un outil spécial (le « tas ») et le « riveur » qui, à l'opposé, frappait la partie chaude avec une bouterolle afin de former la tête. Ce travail de frappe manuelle fut remplacé par des marteaux pneumatiques plus performants et nécessitant moins d’effort physique.

### Rivet explosif
Ce genre de rivet comporte dans la partie cylindrique une charge explosive qui permet d'assembler deux éléments quand il n'est pas possible d'accéder au côté opposé pour le maintenir à l'aide de la bouterolle. Une fois le rivet engagé et maintenu, il est chauffé à 130 degrés environ pour faire exploser la charge et former la seconde tête de rivetage.

## Rivetage moderne
Le principe des rivets « aveugles » (« rivet pop ») a élargi considérablement ses possibilités d'emploi.
De nos jours, le rivetage est largement employé là où il se révèle plus léger, plus fiable et plus rapide à mettre en œuvre que d'autres modes de fixation. Deux exemples extrêmes :
- revêtements métalliques aéronautiques (légèreté, fiabilité) ;
- assemblage de textiles pour vêtements.

Il est aussi beaucoup utilisé dans l'industrie mécanique et de plus en plus dans l'automobile car peu coûteux par rapport à un assemblage vis-écrou. Les rivetages modernes se font dans des usines spécialisées. De façon générale, ils nécessitent certains calculs pour leur mise en œuvre.